# Lúcio Vergínio Tricosto (tribuno consular em 389 a.C.)
Lúcio Vergínio Tricosto (em latim: Lucius Verginius Tricostus) foi um político da gente Vergínia nos primeiros anos da República Romana, eleito tribuno consular em 389 a.C.. 

## Tribuno consular (389 a.C.)
Foi eleito tribuno consular em 389 a.C. com Lúcio Valério Publícola, Públio Cornélio, Aulo Mânlio Capitolino, Lúcio Emílio Mamercino e Lúcio Postúmio Albino Regilense.
Durante seu tribunato, os romanos, liderados por Marco Fúrio Camilo, nomeado ditador pela terceira vez, derrotou os volscos, que finalmente se renderam depois de setenta anos de guerras, os équos e os etruscos, que estavam sitiando a cidade de Sutri.